# Pierre Audi
Pierre Audi (Beirut, 9 novembre 1957 – Pechino, 3 maggio 2025) è stato un regista teatrale e direttore artistico libanese naturalizzato francese.

## Biografia
Figlio del banchiere libanese Raymond Audi e di Andrée Michel Fattal, Pierre Audi nacque a Beirut il 9 novembre 1957, primo di tre fratelli. Durante l'adolescenza si trasferì con la famiglia a Parigi, dove frequentò il Collège Stanislas de Paris, e poi nel Regno Unito, dove si laureò in storia all'Exeter College dell'Università di Oxford.
Durante l'ultimo anno di studi diresse un allestimento del Timone d'Atene di William Shakespeare all'Oxford Playhouse. Due anni più tardi fondò a Islington l'Almeida Theatre, di cui fu direttore artistico e regista per i dieci anni successivi. Dal 1988 al 2018 fu direttore artistico della Nationale Opera di Amsterdam, con cui diresse il primo allestimento olandese dell'intera tetralogia dell'Anello del Nibelungo, nonché opere di Mozart, Poulenc e Vivier.
Parallelamente all'attività con De Nationale Opera, fu anche  direttore artistico dell'Holland Festival dal 2004 al 2014. Nel 2006 diresse un acclamato allestimento de Il flauto magico a Salisburgo, condotto da Riccardo Muti e cantato da René Pape, Diana Damrau e Paul Groves. Nel 2019 divenne il direttore del Festival d'Aix-en-Provence.
Morì a Pechino nel 2025.

## Videografia parziale
- Il flauto magico (Salisburgo 2006) - Riccardo Muti/René Pape/Diana Damrau/Paul Groves/WPO - Decca
- Orlando (Parigi, 2011) - Jean-Christophe Spinosi/Marie-Nicole Lemieux/Verónica Cangemi - Naïve Records
- Ifigenia in Tauride (Amsterdam 2013) - Marc Minkowski/Mireille Delunsch/Laurent Alvaro/Jean-François Lapointe/DNO - Opus Arte